# Velika nagrada Avstralije 1988
Velika nagrada Avstralije 1988 je bila šestnajsta in zadnja dirka Svetovnega prvenstva Formule 1 v sezoni 1988. Odvijala se je 13. novembra 1988 na dirkališču Adelaide Street Circuit v Adelaidi. Zmagal je Alain Prost, drugo mesto je osvojil Ayrton Senna, tretje pa Nelson Piquet. Senna je osvojil najboljši štartni položaj, Prost pa je postavil najhitrejši krog dirke. 

## Poročilo

### Pred dirko
Ayrton Senna si je z zmago na prejšnji dirki za Veliko nagrado Japonske že zagotovil svoj prvi dirkaški naslov prvaka.

### Kvalifikacije
Ayrton Senna je osvojil trinajsti najboljši štartni položaj sezone, drugi pa je bil ponovno Alain Prost. Drugo štartno vrsto sta zasedla Nigel Mansell in Gerhard Berger, do desetega mesta pa so se zvrstili še Nelson Piquet, Riccardo Patrese, Derek Warwick, Alessandro Nannini, Ivan Capelli in Thierry Boutsen.

### Dirka
Na štartu je povedel Prost pred Senno, sledili pa so Gerhard Berger, Nelson Piquet in Nigel Mansell. V četrtem krogu je imel Prost že 5,5 sekunde prednosti pred Senno. Michele Alboreto s Ferrarijem je odstopil že v prvem krogu, ko ga je zadel Alex Caffi z Dallaro. Berger je uspel prehiteti Senno in začel loviti vodilnega Prosta, ki ga je v štirinajstem krogu tudi prehitel. Do triindvajsetega kroga je imel že tri sekunde prednosti, toda ob prehitevanju Stefana Modene in Renéja Arnouxa za krog je prišlo do trčenja v katerem sta Berger in Arnoux odstopila. Tako sta bila v vodstvu McLarna, Piquet je držal tretje mesto, Riccardo Patrese z Williamsom četrto, peti pa je bil Mansell. Patrese je večkrat poskušal prehiteti Piqueta, toda zaradi šibkejšega motorja mu to ni uspelo. 
V triinpetdesetem krogu se je Patrese zavrtel, zato ga je prehitel Mansell, ki tudi ni uspel prehiteti Piqueta, v šestinšestdesetem krogu pa je odstopil zaradi okvare zavor. Prost je imel med tem že pol minute prednosti pred Senno in je za krog prehitel že vse do petega mesta. Zahtevna steza je zahtevala svoj davek v zadnjem delu dirke, Satoru Nakadžima in Mauricio Gugelmin sta trčila, Alessandro Nannini se je zavrtel, Jonathan Palmer je odstopil zaradi okvare menjalnika, Derek Warwick in Eddie Cheever sta odstopila zaradi okvare motorja, Stefano Modena in Oscar Larrauri zaradi okvare pogonske gredi, Alex Caffi zaradi okvare sklopke, Philippu Alliotu pa je zmanjkalo goriva. Na koncu je bilo uvrščenih le enajst dirkalnikov, od tega jih je dirkalo le še sedem. Prost je zmagal z veliko prednostjo pred Senno, Piquet je bil tretji, Patrese četrti, točke pa sta osvojila še Thierry Boutsen z načetim motorjem in Ivan Capelli s predrto pnevmatiko.

### Po dirki
To je bila zadnja dirka Formule 1, na kateri so sodelovali dirkalniki s turbo motorji, ki so bili dovoljeni od sezone 1977. Za naslednjo sezono 1989 so bili dovoljeni le atmosferski motorji zaradi varnosti. 
Po koncu sezone je bilo veliko kritik na sistem točkovanja. Prost je med sezono namreč osvojil 105 točk, na vseh dirkah pa je bil prvi ali drugi, med tem ko je Senna osvojil le 94 točk, dosegel pa je tudi po eno četrto in šesto mesto. Toda zaradi pravila, ki pet najslabših rezultatov sezone ne upošteva, je bilo Prostu priznanih le 87 prvenstvenih točk, Senni pa 90. Tako je Senna postal edini prvak ob Johnu Surteesu, ki je postal prvak kljub temu, da ni osvojil največ točk v sezoni.

## Dirka
| Poz  | Št | Dirkač                | Konstruktor     | Krogi | Čas/Odstop   | Št. m. | Toč |
| ---- | -- | --------------------- | --------------- | ----- | ------------ | ------ | --- |
| 1    | 11 | Alain Prost           | McLaren-Honda   | 82    | 1:53:14,676  | 2      | 9   |
| 2    | 12 | Ayrton Senna          | McLaren-Honda   | 82    | + 36,387 s   | 1      | 6   |
| 3    | 1  | Nelson Piquet         | Lotus-Honda     | 82    | + 47,546 s   | 5      | 4   |
| 4    | 6  | Riccardo Patrese      | Williams-Judd   | 82    | + 1:20,088   | 6      | 3   |
| 5    | 20 | Thierry Boutsen       | Benetton-Ford   | 81    | +1 krog      | 10     | 2   |
| 6    | 16 | Ivan Capelli          | March-Judd      | 81    | +1 krog      | 9      | 1   |
| 7    | 23 | Pierluigi Martini     | Minardi-Ford    | 80    | +2 kroga     | 14     |     |
| 8    | 22 | Andrea de Cesaris     | Rial-Ford       | 77    | Brez goriva  | 15     |     |
| 9    | 26 | Stefan Johansson      | Ligier-Judd     | 76    | Brez goriva  | 22     |     |
| 10   | 30 | Philippe Alliot       | Larrousse-Ford  | 75    | Brez goriva  | 24     |     |
| 11   | 14 | Philippe Streiff      | AGS-Ford        | 73    | El. sistem   | 16     |     |
| Ods  | 9  | Piercarlo Ghinzani    | Zakspeed        | 69    | Dovod goriva | 26     |     |
| Ods  | 5  | Nigel Mansell         | Williams-Judd   | 65    | Zavrten      | 3      |     |
| Ods  | 19 | Alessandro Nannini    | Benetton-Ford   | 63    | Zavrten      | 8      |     |
| Ods  | 33 | Stefano Modena        | Euro Brun-Ford  | 63    | Pog. gred    | 20     |     |
| Ods  | 17 | Derek Warwick         | Arrows-Megatron | 52    | Motor        | 7      |     |
| Ods  | 18 | Eddie Cheever         | Arrows-Megatron | 51    | Motor        | 18     |     |
| Ods  | 15 | Maurício Gugelmin     | March-Judd      | 46    | Trčenje      | 19     |     |
| Ods  | 2  | Satoru Nakadžima      | Lotus-Honda     | 45    | collision    | 13     |     |
| Ods  | 24 | Luis Perez-Sala       | Minardi-Ford    | 41    | Motor        | 21     |     |
| Ods  | 36 | Alex Caffi            | Dallara-Ford    | 32    | Sklopka      | 11     |     |
| Ods  | 28 | Gerhard Berger        | Ferrari         | 25    | Trčenje      | 4      |     |
| Ods  | 25 | René Arnoux           | Ligier-Judd     | 24    | Trčenje      | 23     |     |
| Ods  | 3  | Jonathan Palmer       | Tyrrell-Ford    | 16    | Prenos       | 17     |     |
| Ods  | 32 | Oscar Larrauri        | Euro Brun-Ford  | 12    | Pog. gred    | 25     |     |
| Ods  | 27 | Michele Alboreto      | Ferrari         | 0     | Trčenje      | 12     |     |
| DNQ  | 31 | Gabriele Tarquini     | Coloni-Ford     |       |              |        |     |
| DNQ  | 4  | Julian Bailey         | Tyrrell-Ford    |       |              |        |     |
| DNQ  | 29 | Pierre-Henri Raphanel | Larrousse-Ford  |       |              |        |     |
| DNQ  | 10 | Bernd Schneider       | Zakspeed        |       |              |        |     |
| DNPQ | 21 | Nicola Larini         | Osella          |       |              |        |     |